# Colossus (powieść)
Colossus – brytyjska powieść fantastyczno-naukowa napisana przez Dennisa Felthama Jonesa w 1966 o superkomputerach przejmujących kontrolę nad ludzkością. Książka miała dwie kontynuacje. Na jej podstawie powstał film Projekt Forbina w 1970. Pierwsze wydanie miało 246 stron.